# El nombre (película)
Le Prénom (en francés, El nombre) es una película cómica francesa escrita y dirigida por Alexandre de La Patellière y Matthieu Delaporte y estrenada en 2012. Es la adaptación cinematográfica de la obra de teatro homónima, escrita por los mismos autores. No es el primer largometraje cinematográfico de Delaporte en tanto que director, pues ya había dirigido La Jungle en 2006, pero sí que es el primero de De La Patellière.

## Sinopsis
Vincent, cuarentón y triunfador, va a ser padre por primera vez. Invitado a cenar a la casa de Élisabeth y Pierre, su hermana y su marido, se encuentra con Claude, un amigo de la infancia. Mientras Vincent espera a Anna, su joven esposa, los demás le hacen preguntas sobre su próxima paternidad. Pero cuando le preguntan si ya ha elegido un nombre para el niño, su respuesta sume a la familia en un caos.

## Ficha técnica
- Título: Le Prénom
- Director: Alexandre de La Patellière et Matthieu Delaporte
- Guion: Alexander Patellière y Matthieu Delaporte
- Fotografía: Daniel Ungaro.
- Guion: Alexandre de La Patellière, Matthieu Delaporte.
- Música: Jérôme Rebotier.
- Género: Comedia.
- Duración: 106 Minutos
- Calificación: Apta mayores de 13 años
- Distribuidor: Pathé Distribution
- País de origen: Francia
- Idioma original: Francés

## Premios
- 2013 : Trophée du public TF1 aux Trophées du Film français

- Premios César:
  - César al mejor actor secundario a Guillaume de Tonquédec
  - César a la mejor actriz secundaria a Valérie Benguigui

## Nominaciones
- Premios César
  - Mejor película
  - Mejor actor, Patrick Bruel
  - Mejor guion adaptado